# 大門大橋
大門大橋（だいもんおおはし）は、富山県射水市の庄川に架かる主要地方道高岡青井谷線のトラス橋・桁橋である。
庄川大橋のほか、射水市（旧大門町）出身の正力松太郎にちなんだ、正力橋という別称も存在する。

## 諸データ
- 左岸：富山県射水市枇杷首[1]
- 右岸：富山県射水市大門[1]
- 道路の路線名：主要地方道高岡青井谷線（1979年当時は『高岡大門線』という名称であった[5]）
- 橋の構造 - 鋼トラス橋・桁橋[1]
- 橋長：443.5 ｍ[1]
- 幅員：車道7.5 m[1]、歩道3.5 m[4]

## 沿革
1609年（慶長14年）の高岡城築城により北陸道が高岡と富山城下を結ぶルートに改められたのを機に、1646年（正保）3年に現在の大門大橋より下流地点に初めて庄川に橋が架けられた。この時の庄川には渡船と橋を併用したルートが整備され、『大門大橋』と名乗った。右岸側では架橋を機に大門の町並みが発展した。1668年（寛文8年）の大洪水の後、大門大橋は西は乗り継ぎ舟越しとなった。
1848年には全川架橋の本格的な木橋『大門橋』が5か月かけて架橋された。長さ150m、幅員が狭いため駒除け（待避所）が2箇所設けられていて、当時の越中国では愛本橋に次ぐ古い橋であった。
その後洪水による流失の度に度々架け替えられていたが、1888年（明治21年）12月、長さ82間の木橋が架設され（これにより総延長は243間となった、なお、幅員は3.33間であった）、庄川の別名、雄神川にちなんで『雄神橋（おがみはし）』と改称された。1907年（明治40年）2月の庄川の河道改修工事に伴い、長さ243間、幅20尺の木橋に架け替えられた。
長い間国道の橋として使用されてきたが、1937年（昭和12年）に高岡大橋が開通したのを機に国道の橋の指定から外れ、1938年（昭和13年）に長さ441.3 m（244間）、幅3.8 m（2間3尺）の木桁橋に架け替えられたが、国道から外れたため先代より幅員が狭くなった。1952年（昭和27年）には戦後の新しい工法による一大補修工事が行われ、同時に旧称にならい、現在の『大門大橋』に改められた。この橋は土橋であったため、排水が悪く、結果的に腐朽、損傷を早めることになった。その後、町を挙げての運動や正力松太郎の努力もあって、1957年（昭和32年）9月に国営事業による永久橋建設が決定し、旧橋より130m上流地点にて1958年（昭和33年）3月に着工した。しかし、その矢先の同年4月23日、旧橋が決壊し交通不能になった。
現在の橋は道路橋が1961年（昭和36年）竣工、1962年（昭和37年）11月15日開通、この時点での幅員は6mであった。
その後、自動車の通行量が急増し歩行者の通行が危険となってきたため、1971年（昭和46年）9月に下流側に歩道橋を設置する工事が始まり、1972年（昭和47年）4月20日に歩道橋（延長443.5m幅員、幅員1.5m、融雪装置付き）が完成した。その後上流側の歩道橋が、富山県により総事業費13億5千万円を投じて建設され、1996年（平成8年）7月10日に開通した。総延長は和田川の錦橋を含めた671m、幅員は3.5m、歩道橋の親柱や勾欄などには、大門の曳山や庄川の清流に注ぐ鮎、凧をイメージしたデザインが施されている。

## その他
大門神社、枇杷首神社の秋季祭礼である大門曳山まつりでは、4基の曳山が大門大橋を往復する橋渡しが見所である。現在の車道橋が1962年（昭和37年）に完成してからはトラス橋の構造の関係で高さ調節可能な枇杷首の曳山以外は渡れなくなったが1996年（平成8年）の歩道橋開通によって解消された。